# Lydie Arickx
Lydie Arickx née le 10 janvier 1954 à Villecresnes (Seine-et-Oise) est une peintre et sculptrice française.

## Biographie
Lydie Arickx est née de parents d’origine flamande.
Après des études (1974-1978) à l'École supérieure d'arts graphiques Penninghen (ESAG) à Paris, elle obtient sa première exposition personnelle en 1979 à Paris à la galerie Jean Briance (pastels et huiles).
Dès le début des années 1980, elle participe à des événements internationaux comme la Foire de Bâle (Art Basel), la FIAC ou Art Paris.
En 1988, elle présente son travail en Belgique, en Suisse, en Allemagne, aux Pays-Bas puis en Espagne et aux États-Unis, où sa première exposition est présentée par Amaury Taittinger à New York aux côtés de Francis Bacon.
En 1991, Lydie Arickx s’installe dans les Landes, à Angresse,. Elle y travaille sur de grands formats et aborde la sculpture monumentale. Cet atelier est un lieu d'expérimentation : elle y recherche et adapte de nouveaux supports et matériaux pour ses créations (bois, tissus, bitume et résines et fibres…).
En 1998, elle crée avec Alex Bianchi les « Rencontres du Cadran » qui accueillent pendant cinq années consécutives plus de 80 artistes internationaux et émergents,,.

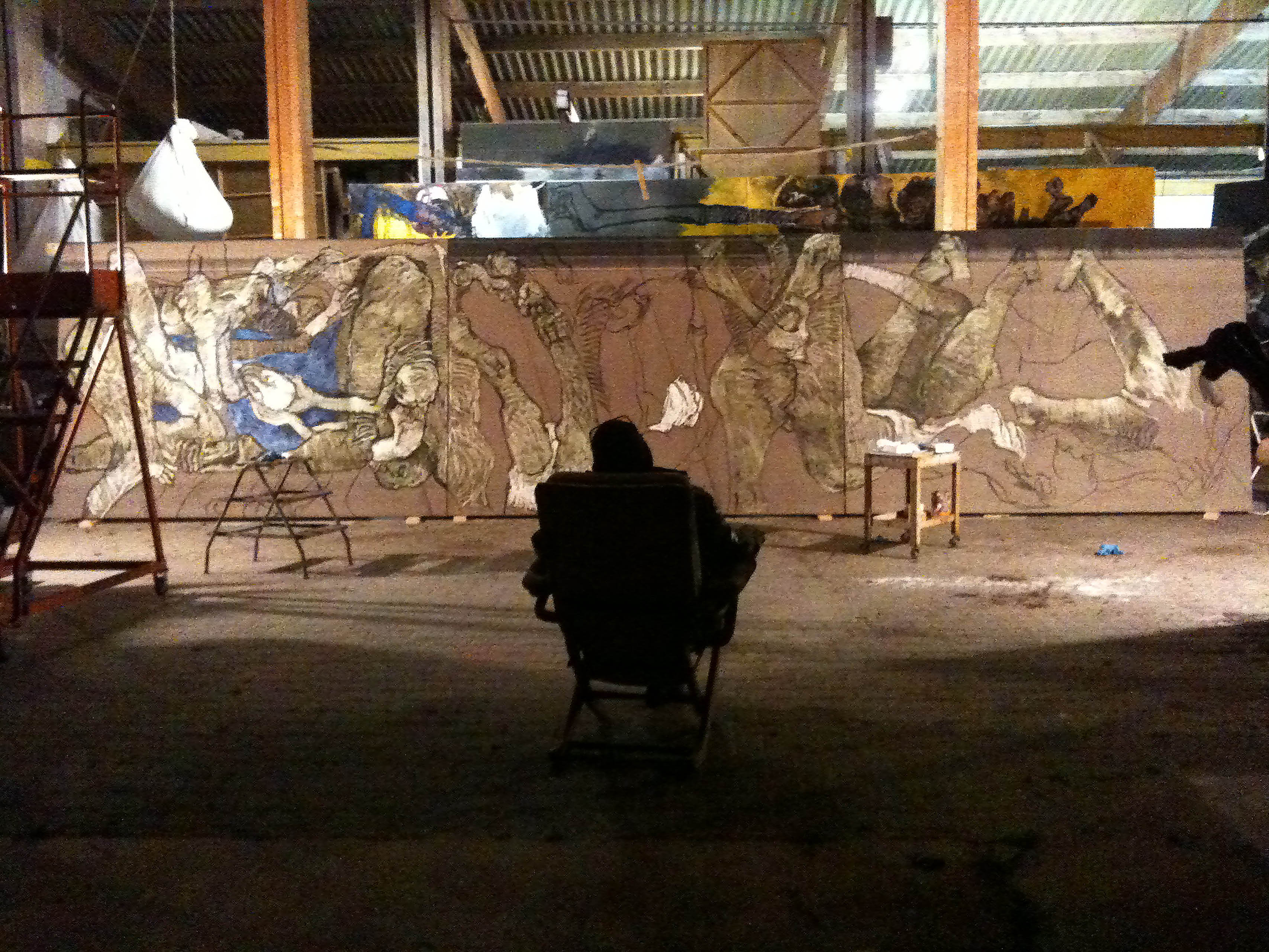
Vue de l'atelier de Lydie Arickx.

Lydie Arickx organise régulièrement des événements culturels sur de grandes scènes nationales (Art Sénat 2001…) mettant en scène l'art contemporain et le spectacle vivant (stages de créativité pour les écoles, entreprises, hôpitaux, manifestations culturelles, expositions…). Ses œuvres figurent dans de grandes collections publiques nationales (musée national d'art moderne Georges-Pompidou, palais de Tokyo, FNAC…), et au sein de l'espace public (hôpital Paul-Brousse à Villejuif , centre hospitalier intercommunal de Créteil, IUFM de Mont-de-Marsan, MACS Saint-Vincent-de-Tyrosse, fresque pour la célébration du centenaire des arènes de Dax en 2013).
En 2014, Lydie Arickx publie son premier manuscrit, Nous vivons.
En 2015, elle investit la ville de Roubaix avec trois grandes expositions en hommage à ses racines familiales et une performance en directe sur 200 mètres de long et 3 mètres de haut.
L’année suivante, nourrie de son expérience roubaisienne, elle investit l’ensemble de la grande salle des Gens d’armes de la Conciergerie à Paris, invitée par le Centre des monuments nationaux à réaliser en direct une performance sur 100 mètres linéaires, ainsi qu'une exposition et installation à la Chapelle expiatoire. L'orientation d'une peinture monumentale, exécutée en direct, semble marquer un tournant important dans la carrière de l'artiste qui associe invariablement exposition et performance en public comme une nécessité, liant l'art en partage et la compréhension d'un acte créatif essentiel.
En 2018, Lydie Arickx investit la totalité du château de Biron en Dordogne avec plus de 300 œuvres articulées autour du conte (Tant qu’il y’aura des ogres). En 2021, elle est invitée au château de Chambord pour une exposition intitulée « Arborescences » célébrant la vie sous toutes ses formes, avec notamment une performance monumentale d’après Le Printemps de Botticelli.

### Distinctions
Chevalier dans l’ordre des Arts et des Lettres en 2022.
Prix Paul Niclausse décerné en 2023 par l'Académie des Beaux-Arts.

## Expositions et performances

### Expositions personnelles
- 1982 : galerie Jean Briance, Paris (aide à la première exposition) ; « L’Amour » : galerie l’Escapade, Genève.
- 1983 : galerie Amaury Taittinger, New York ; galerie Jean Briance, Paris.
- 1984 : galerie Garnier, Amiens ; galerie Amaury Taittinger, New York.
- 1985 : galerie Jean Briance, Paris ; musée de Dunkerque.
- 1986 : musée d’Art contemporain, Dunkerque ; galerie Jacqueline Moussion, Nantes ; FIAC, galerie Jean Briance, Paris.
- 1987 : galerie la Malgrange, Thionville ; galerie Jaqueline Moussion, Carnac ; galerie Nicole Buck, Strasbourg.
- 1988 : galerie de Giele Gere, Gant (Belgique) ; galerie 2016, Bruxelles ; galerie Frechen, Cologne (RFA) ; galerie 2016, Neuchatel (Suisse) ; galerie Mat, Amsterdam ; galerie Oniris Barnoud, Dijon ; galerie Jean Briance, Paris ; galerie Nicole Buck, Strasbourg.
- 1989 : galerie Rencontre, Bruxelles ; RVS Gallery, Southampton N.Y. ; Carré des arts du Parc Floral de Vincennes, Paris ; « Barcelona International Art Fair », Barcelone ; galerie Pierre Marie Vitoux, Paris ; galerie Jenny Vrijdag, Renaix (Belgique).
- 1990 : galerie Christine Colmant, Bruxelles ; galerie Zour Alten-Deutschen Schule, Thoune (Suisse) ; galerie Felman, Paris ; galerie Vulkan, Mayence (RFA) ; foire de Bâle (Suisse) ; galerie Colmant (Bruxelles) ; galerie Oniris Barnoud (Dijon) ; foire Linéart : Gand, Belgique (galerie Vrijdag, Renaix) ; galerie Pierre Marie Vitoux, Paris ; galerie Oniris Barnoud, Dijon.
- 1992 : galerie Psyché, Martigues ; galerie 27, Toulouse ; galerie Varga Darlet, Bordeaux.
- 1994 : galerie Pierre Marie Vitoux, Paris ; galerie Gimaray, Paris.
- 1995 : galerie Lillebonne, Nancy.
- 1997 : galerie Pierre Marie Vitoux, Paris ; salon d’Erné, Mayenne : invitée d’honneur.
- 1998 : Centre 2000, Arcachon : peintures, sculptures ; galerie Margaron, Paris ; château de Viaud, Lalande de Pomerol : fresque 25 × 2,5 m, couvent des Cordeliers, Les racines du chaos ; mairie de Paris : peintures, sculptures ; galerie Méduane, Laval.
- 1999 : pour le 800e anniversaire de la Jurade de Saint-Émilion, exposition personnelle dans le cloître et, sur le thème de la crucifixion, dans l’église Monolithe.
- 2000 : exposition personnelle dans l'atelier de Guy Lebaigue, Nontron.
- 2001 : galerie Art Témoin, Paris, St'art 2001 Strasbourg, chapelle des Carmes, musée de Bordas, Dax « Tauromachie ».
- 2002 : collégiale Saint-Pierre-la-Cour, Le Mans galerie l'Atelier, Le Mans galerie Idées d'artistes, Paris - « Un Genou en terre ».
- 2003 : Carré/musée Bonnat, Bayonne - « Job, un genou en terre » Basilique Saint-Jean, Troyes - « Les Descentes de croix » Le Temple, Caussade - « Taurôs » Plaza Corde de Rodezno, Pamplona (Espagne), Moderne Artcenter, fondation Rustin, Anvers (Belgique).
- 2005 : « État de Grâce », ARTPARIS, Carrousel du Louvre, Paris.
- 2008 : Centre d'art contemporain Raymond Farbos, Mont-de-Marsan.
- 2009 : « À corps perdus » galerie d'art du lycée Duplessis-Mornay (Saumur, France). Musée de Guéthary, Guéthary : Quand l’amor monte ; galerie Ardital, Aix-en-Provence : El Homicidio ; galerie D.X. , Bordeaux : À corps perdu ; galerie Lillebonne – Centre culturel André Malraux – Espace ICAR, Nancy, Villa Béatrix Ènea – Patio, Anglet.
- 2010 : Chemins d’art en Armagnac, Sainte Quitterie, Fourcès, La galerie des arènes, Vic Fezansac ; galerie du Saint James, Bouliac ; galerie Le Clos des Cimaises, Saint Georges du Bois, Prieuré de Vinetz, Châlons-en-Champagne.
- 2011 : « Toréer la matière » Espace Van Gogh, Arles, « L’abandon de la conscience » Le Carmel, Tarbes.
- 2012 : « Avant les mots - les langes de la vie », double exposition à l'université Paris-Descartes et au réfectoire des Cordeliers, commissariat Olivier Kaeppelin, sous le haut patronage du ministère de la Culture, Paris ; « Le mythe de la caverne » (Château d'eau-Château d'art), Bourges.
- 2013 : « Songes drolatiques », Le Clos des Cimaise, Saint-Georges du Bois, « Les Apparaîtres », avec Alain Gillis, chapelle Sainte-Anne, Tours.
- 2014 : « Corpusculaire », crypte Sainte-Eugénie, Biarritz, « Baladavie », avec Alex Bianchi, artothèque et église Saint-Martin, Gondrin, « Regard de toi », avec Alex et César Bianchi, galerie Egregore, Marmande, « La Forêt », deux sculptures monumentales en acier, hôtel de Sully, CMN (centre des monuments nationaux), Paris.
- 2015 : « Quatre lieux, quatre rendez-vous avec la création » (quadruple exposition à Roubaix sur le chemin des racines familiales), La Piscine, musée d'art et d'industrie André-Diligent, à la Condition Publique, à la Manufacture des Flandres et au Non Lieu, usine Cavrois Mahieu, « La Forêt », deux sculptures monumentales en acier, château de Cadillac, Cadillac…, exposition personnelle à la galerie Capazza, Nançay.
- 2016 : « Oublier qu'on peint » (performance et installation pour un double évènement parisien à la Conciergerie et à la Chapelle expiatoire, portés par le Centre des monuments nationaux). Les Arbres de vie, château de Cadillac, Retenir l’eau, galerie Lillebonne, Nancy Grandeur nature, galerie Le Clos des Cimaises, Saint-Georges du Bois.
- 2017 : ARTPARIS - ARTFAIR, Galerie Loo & Lou, « Gravité », Loo&Lou Gallery, Georges V, Haut Marais, performance à L’Atelier. « Le Saut aux Puces de Lydie Arickx », marché Dauphine, Saint-Ouen, Festival Liberté Métisse, Plage des Salines, La Réunion, « L’Origine du Monde », musée Stella Matutina, Saint-Leu, La Réunion, « L’Origine du Monde », Villa de Région, Saint-Denis, La Réunion.
- 2018 : « Tant qu'il y'aura des ogres », château de Biron.
- 2021: « Arborescences », château de Chambord.
- 2021 : « La vie nue », exposition personnelle, galerie Capazza.

### Expositions collectives
- 1979 : Galerie Jean Briance, Paris, Galerie Maga, Paris, Salon de Montrouge, centre culturel de Montreuil
- 1980 : Centre Culturel, Boulogne Billancourt, Galerie Jean Briance, Paris
- 1982 : « Le Baiser », Galerie Jean Briance, Paris
- 1983 : « Dessins d’expression figurative », Centre Georges Pompidou, Paris, « La Mode en Peinture », Espace Pierre Cardin, Paris, « L’Autoportrait », Galerie Kintz Europe, Bruxelles, Galerie Jean Briance, Paris
- 1984 : Foire de Bologne, Italie (Galerie Pierre Huber, Genève), « Journées des Jeunes Créateurs », Musée des Arts Décoratifs, Paris, « Figures du Réel », Gare de l’Est, Paris, Prix Jeanne Gatineau, Bibliothèque Nationale, Paris, Salon de Montrouge, « Amis Démons et Rythmes », texte Marcel Moreau, Le Grand Hornu (Belgique), Exposition de Sérigraphies, Artcurial, Paris, Exposition de Sérigraphies, Galerie Yvon Lambert, Paris
- 1985 : Exposition Zeimert, centre culturel de Montreuil, Autoportraits Contemporains, Musée de la SEITA, Paris, « Victor Hugo », Chateau du Prince Murat, Nointel, « Mécanorma » , Tokyo, Bogota, « Tableaux Debouts », Galerie Gutharc-Ballin, Paris, « Créations, mot féminin-pluriel », M.J.C., Les Hauts de Belleville, Paris, MAC 2000, Grand Palais, Paris
- 1986 : MAC 2000, Grand Palais, Paris, Salon de Montrouge, « L’Art au Présent en France », Exposition avec la Revue Eighty, Berlin, Galerie Jacqueline Moussion, Carnac
- 1987 : « Le Pastel », Biennale de Brive, MAC 2000, Grand Palais, Paris, « Art S.A.D. », Grand Palais, Paris, Musée de Pérouge (retransmission FR3), Florilège d’Art Contemporain, Fash Thumesnil, Foire Linéart Gand (Belgique), Rencontre France-Corée, Musée de Carcassonne puis Nîmes, Sète et en Corée
- 1988 : Narodi Galerie, Prague (Tchécoslovaquie), « L’Art pour la Vie », Institut Curie, École des beaux-arts, Paris, Chef du groupe Néo Expressionniste au Salon Comparaisons, Paris, « Les Nouveaux Pastellistes », Sainte Susanne (Mayenne), Prix du Pastel, Musée de Saint-Quentin, Galerie Cimaise, Besançon
- 1989 : « La Passion », Musée de Dunkerque, Paris, Rome, « L’Atelier », SAGA, Paris, « SOS Arménie », Espace Pierre Cardin, Paris, « Hommage à Jules Barbey d’Aurevilly », Bibliothèque nationale, Paris, Galerie Gréca, Barcelone
- 1990 : Galerie Antoine de Galbert, Grenoble, « Le Pastel », musée de Saint-Quentin, « Figures du Réel », Aix en Provence, Galerie Pierre-Marie Vitoux, Paris, « L’Art pour la Vie », Institut Curie, Paris, Fondation Jean-Luc Lahaye, Paris
- 1995 : « L’éveil artistique et ses enjeux », Fondation COPRIM, Paris, Le Mans, Louviers
- 1996 : « Le Corps dans tous ses états », La Villette, Paris, Foire Linéart, Gand (Belgique), Galerie Pierre Marie Vitoux, « Animalités », Galerie Pierre Marie Vitoux, Paris
- 1997 : Foire de Strasbourg, (Galerie Nicole Buck), SAGA, Galerie Pierre Marie Vitoux, Paris, Art dans la ville 97, Saint-Étienne, Jazz à Luz « Errances », Luz Saint-Sauveur, Intervention de groupe dans une usine voué à la démolition, Guetaria, Espagne, Errobiko Festival, Itsasu, Pays basque, La Résurrection à Dax, expo de groupe, peintures sur cahier, sculptures, photos, Salon coup de Cœur, Espace Cardin, Paris, Foire Linéart, Gand, Belgique (galerie les Filles du Calvaire)
- 1998 : L’art en stalles, Bagnères de Bigorre
- 1999 : La Croix, Saint-Germain des Angles, Evreux, L’œuvre périssable, Navarrenx
- 2000 : Centre Pompidou, accrochage organisé par Christian Boltanski des collections du Cabinet d’arts graphiques, acquisitions 1977-98, « L’Automne des Transis » : Bar-le-Duc, « Ateliers au féminin » : Fondation COPRIM, Paris, « Paysages », Fondation COPRIM, Paris, Atelier de pratique artistique, Minoterie de Mont de Marsan, « Le corps et son image » galerie Lillebonne, Lille
- 2001 : Musée de la Poste, Paris, « Au-delà du corps », Aixe-sur-Vienne, ArteKo, Saint Sebastien, Espagne
- 2002 : Exposition dans l’église de Saint-Pierre-du-Mont, Landes, St’art 2002, Strasbourg, Salon d’Angers, Trans Vocale, Labouere, Landes
- 2003 : Toro-Expo, Cloître des Jacobins, Saint Sever, « …et la femme créa l’homme », Espace Belleville, Paris
- 2004 : Entre Ténèbres et lumière, Paray-le-Monial, Groupe Mémoires, Monceau les Mines, Salon de mai, Paris, Groupe Mémoires, Galerie Meyer Le Bihan, Paris, George Sand Interprétations, Musée de Châteauroux
- 2006 : « La Dévoration », Chapelle Sainte Anne, Tours, Ouverture du Musée d’Expressionnisme, Abbaye d’Auberive, 1re Biennale de peinture d’Aquitaine, Bègles, Invitée d’honneur, ExpoArtContemporain Auz’Arts, Auzeville Tolosane, Invitée d’honneur, Galerie Ardital, Aix en Provence, Expressions multiples
- 2007 : Centre culturel Christiane Peugeot, Paris, 10 femmes artistes d’exception, Galerie Idées d’Artistes, Paris, La part d’ombre, 4e biennale d’art contemporain, Aix-sur-Vienne, « Au delà du corps », Galerie Idées d’artistes, Paris, « Intranquille amour » Femmes peintres d’aujourd’hui, Chapelle Saint-Libéral, Brive-la-Gaillarde
- 2008 : Salon du dessin, « Performance » Paris, Inauguration de la salle Reyberolle-Arickx, Abbaye d’Auberive, XI Salon d’art, invitée d’honneur, Saint Martin du Gers, Salon SCOPE, Londres, Salon Art Élysées, Paris, La cour des arts, Saint-Rémy-de-Provence
- 2009 : Galerie Polad-Hardouin, Histoires d’elles, Galerie J. Drougard, Saint-Émilion, Autour de la Croix, Saint-Pierre-du-Mont, Landes, Monastère Royale de Brou, Bourg en Bresse, IIe Biennale de sculpteurs, Yerres
- 2010 : « Trois artistes à l’écoute du corps », galerie Saint-Germain de l'école de médecine, université Paris-Descartes, Paris, « Entracte & Scène », Rion des Landes, « L’œil à l’état sauvage », Crypte Sainte Eugénie, Biarritz, Centre d’art de l’abbaye d’Auberive, Alfred Kubin, « Toreador », Hôtel Impérator Concorde, Nîmes, « Toreador », Chapelle Sainte Anne : Arles
- 2011 : « Lady Paranoia & Mr. Killer. Acte II », galerie Polad-Hardouin, Paris
- 2012 : « L’animal que donc je suis« , Chapelle Sainte Anne : Tours, « L’Humanité » : Beaulieu-Lausanne, « 10 ans du Clos des Cimaises » : Saint Georges du Bois, « Escale de peintres » : Bayonne
- 2013 : « Renaissance », Galerie Lillebonne : Nancy, « Habitus » : Galerie Barnoud-Entrepôt 9 – Quetigny, « Carte blanche » : Galerie Schwab : Paris, Galerie Capazza : Nancay, « A corps et à traits » : Centre d’art contemporain, Mont-de-Marsan
- 2014 : « Rue des arts », invitée d’honneur : Carla Bayle, « Supernatural », invitée d’honneur : Les serres de la Milady, Biarritz, « Mytimages », Marciac…
- 2016 : Marraine du « 111 des Arts » Toulouse
- 2017 : « Le Festin de Lydie Arickx », Abbaye de Bonnefont, "Art Trip Collective" Invitée d’honneur, Capbreton, "Rencontre internationales d’Art et de Littérature Chefchaouen", invitée d’honneur, Maroc, "Les Landes ont du Talent" invitée d’honneur, Vieux Boucau, "Salon d’art de Saint Martin", Gers, "Les 111 des Arts", Toulouse, Marraine de l’évènement

### Performances
- 1999 : Cloître de l'église collégiale pour le 800e anniversaire de la Jurade de Saint-Émilion
- 2002 : Fresque pour l'inauguration du Domaine de Montcel
- 2008 : Peinture en direct au Salon du dessin, Paris
- 2010 : À quatre mains, Arles, Entracte & Scène, Centre équestre d'Ous Pins, Rion des Landes
- 2011 : Toréart, performance dans les arènes, Mont-de-Marsan
- 2015 : La Condition Humaine à la Condition Publique, performance sur 200 mètres linéaires et 3 mètres de haut à La Condition publique de Roubaix.
- 2016 : Oublier qu'on peint performance à la Conciergerie sur 100 mètres linéaires.
- 2017 : Le Festin de Lydie Arickx, abbaye de Bonnefont — Le Saut au puces de Lydie Arickx, expositions et performances au marché Dauphine, Saint-Ouen — L'Origine du Monde, performance au festival Liberté Métisse, Etang-Salé, La Réunion

## Œuvres visibles dans l'espace public
- 1993 : fresque (30 × 3,5 m) pour le hall de l'hôpital Paul-Brousse, Villejuif.
- 1994 : Bacchanales, fresque (9 × 3 m) pour le chais du château Lagnet (Gironde).
- 1999 :
  - Maternité, fresque de 300 m2 pour la maternité de l'hôpital de Créteil ;
  - Alma mater, sculpture en béton poli (5 m de hauteur) pour l'IUFM de Mont-de-Marsan ;
  - L'Homme qui marche, bronze monumental (3 m).
- 2000 : La Genèse, fontaine en bronze (4 × 3 m) pour le château Lagnet.
- 2003 : Le Tronc commun, sculpture en béton (7 m) pour les 50 ans de l'usine FP Bois à Mimizan.
- 2006 : Acquisition d’une sculpture, La Grande Ourse, pour le jardin intérieur du siège d’Arte à Strasbourg.
- 2013 : La Lidia de Lydie Arickx, fresque (40 m) en bas relief pour la célébration du centenaire des arènes de Dax.

## Publications
- 2012 : Le Petit Chaperon rouge, éditions Actes Sud Junior.
- 2014 : Nous vivons, éditions Diabase, 160 pages.
- 2015 : Carnet de Mer, éditions Gourcuff Gradenigo, Leporello de 42 pages.
- 2016 : Oublier qu'on Peint, éditions Gourcuff Gradenigo, 296 pages.